# Terphothrix partalba
Terphothrix partalba är en fjärilsart som beskrevs av William Schaus 1915. Terphothrix partalba ingår i släktet Terphothrix och familjen tofsspinnare. Inga underarter finns listade i Catalogue of Life.